# Мажара Інна Вікторівна
Мажара Інна Вікторівна (1 вересня 1992, Полтава) — українська спортсменка. Майстер спорту міжнародной класу (2013).

## Біографія
Закінчила Харківську академію фізичної культури (2015). Переможниця у ваговій категорії 68 кг, бронзова призерка у відкритій категорії 22-х Дефлімпських ігор (Софія, 2013). Чемпіонка Європи (Єреван, 2015). Багаторазова переможниця чемпіонатів і Кубків України. Виступає за Полтавській регіон центр «Інваспорт» (від 2006) у ваговій категорії 68 кг. Тренер — М. Богодистий.

## Нагороди та відзнаки
- Орден княгині Ольги 3-го ступення (2013)[2].